# Hanna Rautenbach
Hanna Rautenbach, vormals Staubes und geborene Weber (* 28. Mai 1889 in Horn; † 27. August 1981 in Solingen) war eine deutsche Politikerin (KPD).

## Leben und Wirken
Die aus einer Arbeiterfamilie stammende Hanna Weber war als Dienstmagd und ungelernte Arbeiterin in Solingen und Düsseldorf tätig. Im Jahr 1911 heiratete sie Walter Staubes. Sie trat 1915 zunächst in die SPD ein, wechselte im Jahr 1917 in die USPD und zählte als Angehörige des Spartakusbundes zu den Mitbegründern der KPD in Solingen. Im Jahr 1929 wurde sie Stadtverordnete in Solingen, im Jahr 1930 Mitglied des Provinziallandtages Rheinland. Von 1932 bis 1933 war sie Mitglied des Preußischen Landtages. Im Juli 1933 erfolgte ihre Festnahme und sie saß bis April 1934 im Gefängnis, anschließend in verschiedenen Konzentrationslagern in Schutzhaft. Im selben Jahr heiratete sie Otto Rautenbach. Vom August 1937 bis Oktober 1938 war Rautenbach in Düsseldorf erneut inhaftiert. Nach dem Krieg wurde Rautenbach wieder KPD-Mitglied und arbeitete ab November 1945 in der Solinger Stadtverwaltung. Sie war von 1947 bis 1950 Abgeordnete des ersten gewählten Landtags von Nordrhein-Westfalen. Sie zog über Listenplatz 23 der Landesliste ihrer Partei in den Landtag von Nordrhein-Westfalen ein. Im Jahr 1968 trat Rautenbach der DKP bei.
Der KPD-Funktionär Hermann Weber war ein Bruder von Hanna Rautenbach.